# George Haddow
George Haddow (né le 10 décembre 1833 à Douglastown et mort le 11 novembre 1919) est un marchand et un homme politique canadien du Nouveau-Brunswick.

## Biographie
Il se lance en politique et est élu député indépendant de la circonscription de Restigouche lors d'une élection partielle le 12 janvier 1878, à la suite de la démission de son prédécesseur, George Moffat. Il est réélu le 17 septembre 1878 mais perd les deux élections suivantes en 1882 et 1887.